# Herman Gehrig
Herman Gehrig, auch Hermann Gehrig (* 1904 in Gelsenkirchen; † 1967 in Essen) war ein deutscher Architekt, Stadtplaner und kommunaler Baubeamter.

## Leben
Nach dem Zweiten Weltkrieg arbeitete Gehrig als Stadtplaner in Detmold und war Mitglied der dortigen katholischen Kirchengemeinde, für die er 1950 mit Josef Lucas dessen Pläne für die Pfarrkirche Heilig Kreuz überarbeitete. Später war er Stadtbaurat in Essen und entwarf dort mehrere Profanbauten. Weiterhin war er ebenfalls im Kirchenbau tätig, hauptsächlich im Erzbistum Paderborn.

## Bauten (Auswahl)
| Bild                                 | Bauzeit   | Bauwerk                                         | Ort                      | Beschreibung                                                                                                   |
| ------------------------------------ | --------- | ----------------------------------------------- | ------------------------ | --- |
|                                      | 1937      | Grabstätte Familie Peter Klöckner mit Mausoleum | Duisburg                 | unter Denkmalschutz, Entwurf zusammen mit dem Bildhauer Alexander Zschokke, befindet sich auf dem Waldfriedhof |
| Heilig Kreuz in Detmold              | 1950–1951 | Heilig Kreuz                                    | Detmold                  | Neubau mit Josef Lucas                                                                                         |
| Amerikahaus in Essen                 | 1951–1952 | Amerikahaus Ruhr                                | Essen                    | Neubau; umgenutzt, unter Denkmalschutz                                                                         |
| St. Lioba in Detmold-Heidenoldendorf | 1952–1953 | St. Lioba                                       | Detmold-Heidenoldendorf  | Neubau, Kirche des Säkularinstituts St. Bonifatius auf dem Kupferberg                                          |
|                                      | 1956      | St. Christophorus                               | Sylt-Westerland          | Neubau, 1996 abgerissen                                                                                        |
| St. Stephanus in Detmold-Hiddesen    | 1957–1958 | St. Stephanus                                   | Detmold-Hiddesen         | Neubau |
|                                      | 1958      | Verwaltungsgebäude der Emschergenossenschaft    | Essen                    | Erweiterungsbau                                                                                                |
|                                      | 1961      | Büro- und Geschäftshaus Huyssenallee 58–64      | Essen-Südviertel         | Neubau |
|                                      | 1962      | St. Christophorus                               | Meinerzhagen-Valbert     | Neubau |
| St. Augustinus in Neu-Listernohl     | 1963–1965 | St. Augustinus                                  | Attendorn-Neu-Listernohl | Neubau |
|                                      | 1966–1969 | Maria Hilf                                      | Olpe-Sondern             | Neubau, posthum fertiggestellt                                                                                 |